# Homaspis kurilensis
Homaspis kurilensis är en stekelart som beskrevs av Tohru Uchida 1930. Homaspis kurilensis ingår i släktet Homaspis och familjen brokparasitsteklar. Inga underarter finns listade i Catalogue of Life.